# Просторное (Луганская область)
Просторное (укр. Просторе) — село в Сватовском районе Луганской области Украины.
Население по переписи 2001 года составляло 695 человек. Почтовый индекс — 92230. Телефонный код — 6462. Занимает площадь 3,2 км². Код КОАТУУ — 4420987701.

## Местный совет
92230, Луганська обл., Білокуракинський р-н, с. Просторе (укр.)